# Mjällbjärs naturreservat
Mjällbjär är ett naturreservat i Köinge socken i Falkenbergs kommun och Sibbarps socken i Varbergs kommun i Halland.
Reservatet ingår som en del i det större området Åkulla bokskogar. Mjällbjär har funnits sedan 1976 men fick sin nuvarande form då det 2005 slogs samman med reservatet Björka. Detta för att bevara bokskogen kring Mjällsjön. Terrängen är kuperad i detta område som domineras av bokskog. I lägre områden finns även klibbal.

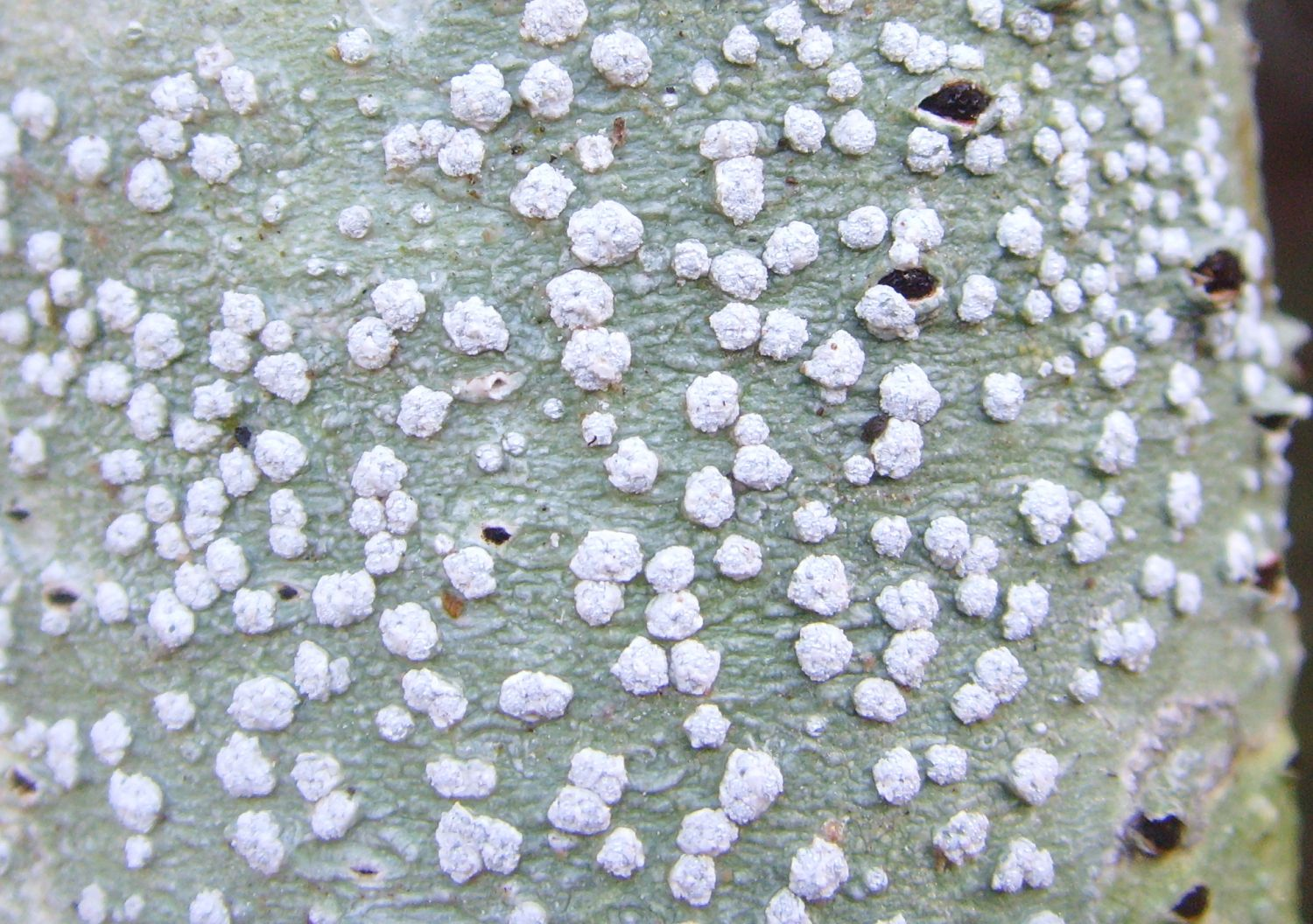
Violettgrå porlav

Området har ett tjugotal rödlistade eller på annat sätt intressanta arter. Här har hittats ädelkronlav och violettgrå porlav. Strax norr om reservatet går Hallandsleden.